# Fausto Cabra
Fausto Cabra (Brescia, 12 maggio 1979) è un attore e regista teatrale italiano.

## Biografia
Formatosi alla Scuola del Piccolo Teatro di Milano, diretta da Luca Ronconi, ha lavorato per cinema e teatro dove, oltre al ruolo di attore, ha assunto anche quello di regista. Dopo aver conseguito il diploma nel 2005, ha recitato in alcuni spettacoli di Ronconi, con cui ha collaborato per l'ultima volta nel 2015 in Lehman Trilogy come protagonista del secondo capitolo, Padri e Figli. Nel 2018 è protagonista anche dell'allestimento de La tragedia del vendicatore diretto da Declan Donnellan. Nel 2022 è l'eponimo protagonista nell'Amleto in scena al Teatro Argentina di Roma con la regia di Giorgio Barberio Corsetti. Nel 2024, in coppia con l'attrice Sara Lazzaro, è protagonista di "Scene da un matrimonio" di Ingmar Bergman per la regia di Raphael Tobia Vogel al Teatro Franco Parenti di Milano.

## Teatro (parziale)

### Attore
- Infinities di J.Barrow, regia di Luca Ronconi. Piccolo Teatro di Milano (2003)
- Hamlet di William Shakespeare, regia di Marco Filatori. Teatro del Battito di Milano (2003)
- Rane di Aristofane, regia di Luca Ronconi. Piccolo Teatro di Milano (2004)
- Memoriale da Tucidide di S. Siciliano, regia di Luca Ronconi. Piccolo Teatro di Milano (2004)
- I soldati di Jakob Michael Reinhold Lenz, regia di Luca Ronconi. Piccolo Teatro di Milano (2005)
- Le tre sorelle di Anton Čechov, a cura di E.D’Amato (2005)
- Mezz’ora per un sonetto. Letture dal Canzoniere di Petrarca di E.D’Amato. Piccolo Teatro di Milano (2005)
- La Didone di Gian Francesco Busenello, regia di Walter Le Moli. Teatro Due di Parma (2006)
- Troia’s Discount di Stefano Ricci e Gianni Forte, regia di Stefano Ricci. Teatro Nuovo di Napoli (2006)
- Sogno di una notte di mezz’estate dal progetto di Thierry Salmon, regia di Carlo Cecchi (2006)
- A voi che mi ascoltate di Lula Anaghnostaki, regia di Victor Arditti. Teatro Due di Parma, Teatro di Roma (2006-2007)
- La folle giornata o il matrimonio di Figaro di Pierre-Augustin Caron De Beaumarchais, regia di Claudio Longhi. Teatro Stabile di Torino, Teatro Due di Parma, Teatro di Roma) (2006-2007)
- The Changeling di Thomas Middleton e William Rowley, regia di Karina Arutyunyan. Teatro Stabile di Torino, Teatro Due di Parma, Teatro di Roma (2006-2007)
- Antigone di Sofocle, regia di Walter Le Moli (Teatro Stabile di Torino, Teatro Due di Parma, Teatro di Roma) (2006-2007)
- Lo specchio del Diavolo di G. Ruffolo, regia di Luca Ronconi  (Teatro Stabile di Torino) (2006-2007)
- Il libro della famiglia di Alberto Belloccio, regia di Emiliano Bronzino (Produzione Piccolo Teatro di Milano) (2006-2007)
- Il lancio del Nano di Armando Massarenti, regia di Claudio Longhi (2008)
- Yugen. Dell’incanto sottile, regia di Claudio Longhi (2008)
- Dossier Ifigenia tratto da Euripide, regia Elie Malka. Teatro Stabile di Torino, Teatro Due di Parma, Teatro di Roma (2007-2008)
- Decalogo IV di Krzysztof Kieślowski, regia di Federico Olivetti (2009)
- 100% furioso di Stefano Ricci e Gianni Forte, regia di Stefano Ricci (2009)
- Visioni di Shakespeare, regia di Caterina Simonelli. Piccolo Tetro di Milano, S. Kilda Teatro (2008-2009)
- Sallinger di Bernard Marie Koltès, regia di Claudio Longhi. Teatro di Roma (2009-2010)
- Io parlo ai perduti. Le vita immaginarie di Antonio Delfini di Roberto Barbolini, regia di Claudio Longhi. Emilia Romagna Teatro (2009-2010)
- Onora il padre e la madre di Krzysztof Kieślowski, regia di Federico Olivetti (2010)
- Non si sa come di Luigi Pirandello. Teatro Stabile di Torino (2009-2010)
- Io, tu l’altro tratto da Luigi Pirandello. Teatro Stabile di Torino (2009-2010)
- Molto rumore per nulla di William Shakespeare, regia di Loredana Scaramella (2010-2011)
- Le relazioni pericolose, regia di Silvia Giulia Mendola (2011-2012)
- Tre Famiglie di Israel Horovitz, regia di Andrea Paciotto e Israel Horovitz. Teatro Stabile dell'Umbria (2011-2012)
- Oscar Wilde: Il clown dal cuore infranto tratto dal De Profundis di Oscar Wilde, regia di Simone Toni (2011-2012)
- L’innesto di Luigi Pirandello, regia di Luca Bargagna (2012-2013)
- Inappetenza di Rafael Spregelburd, regia di Giorgio Sangati (2012-2013)
- La commedia dei matti assassini di Giuliano Scabia, regia di Luca Ronconi (2012-2013)
- Mythos tratto dall’Orestea di Eschilo, regia di Elena Bucci e Fabio Sgrosso. Teatro Stabile di Brescia (2012-2013)
- Macelleria Messicana di E. Groppali, regia di Daniele Salvo. Teatro Stabile di Brescia (2012-2013)
- Studio sul Cuore Infranto di John Ford, regia di Luca Ronconi (2013-2014)
- Il Tartufo o l’impostore di Molière, regia di E.Bucci e M.Sgrosso. Teatro Stabile di Brescia (2013-2014)
- Romeo e Giulietta di William Shakespeare, regia di Gigi Proietti. Politeama Globe Theatre (2013-2014-2015-2020-2021)
- Molto Rumore per Nulla di William Shakespeare, regia di Loredana Scaramella. Politeama Globe Theatre (2014-2015)
- Lehman Trilogy di Stefano Massini, regia di Luca Ronconi. Piccolo Teatro di Milano (2014-2015-2017)[7]
- Le donne gelose di Carlo Goldoni, regia di Giorgio Sangati. Piccolo Teatro di Milano (2016-2017)
- La morte di Danton, regia di Mario Martone. Teatro Stabile di Torino (2016-2017)
- Il Mercante di Venezia di William Shakespeare, regia di Loredana Scaramella. Politeama Globe Theatre (2016-2017-2018)
- I due gentiluomini di Verona di William Shakespeare, regia di Giorgio Sangati. Teatro Stabile di Brescia, Teatro Stabile del Veneto Teatro Nazionale (2017-2018)
- La tragedia del Vendicatore di T. Middleton, regia di Declan Donnellan. Piccolo Teatro di Milano (2018-2019-2020)[2][3][4]
- Amleto di William Shakespeare, regia di Valerio Binasco. Teatro Stabile di Torino (2018-2019)[8]
- Ecuba di Marina Carr, regia di Andrea Chiodi. Centro teatrale bresciano (2019-2020)
- Inferno: la prima giornata di Dante Alighieri, regia di Piero Maccarinelli (2021)
- Il grande inquisitore di Fëdor Dostoevskij, regia di Fausto Cabra. Centro teatrale bresciano (2020-2021-2023)
- Amleto di William Shakespeare, regia Giorgio Barberio Corsetti. Teatro di Roma. (2022-2023)[5][9]
- Peng di Marius Von Maiemburg, regia di Giacomo Bisordi. Teatro Vascello di Roma (2022-2023)[10][11]
- Agnello di Dio di D. Mencarelli, regia di Piero Maccarinelli. Centro teatrale bresciano (2021-2022)[12]
- Trilogia della città di K di Ágota Kristóf, regia di Fanny & Alexander. Piccolo Teatro di Milano (2023-2024)[13]
- La pulce nell’orecchio di Georges Feydeau, regia di Carmelo Rifici. Piccolo Teatro di Milano (2023-2024)
- Salomon Shylock di Mario Diament, regia di Andrée Ruth Shammah. Teatro Franco Parenti di Milano)(2023-2024)[14]
- Scene da un matrimonio di Ingmar Bergman, regia di Raphael Tobia Vogel. Teatro Franco Parenti di Milano (2024-2025)[15]
- Impossibile di Erri De Luca, regia di Italo Spinelli. Teatro di Napoli, Teatro Nazionale (2024)[16]
- Le quattro morti di Pier Paolo Pasolini di Gianmaria Cervo, regia di Pep Gatell (2024)
- Chi come me di Roy Chen, regia e costumi di Andrée Ruth Shammah. Teatro Franco Parenti di Milano (2024)
- Il misantropo di Molière, regia di Andrée Ruth Shammah. Teatro Franco Parenti di Milano (2023-2024)[17]
- La gatta sul tetto sche scotta di Tennessee Williams, regia di Leonardo Lidi. Teatro Stabile di Torino (2025)[18]

### Regista
- Un cuore allo Zoo di Fausto Cabra e Valentina Bartolo. (2012)
- La Peste o l’elogio della mortalità di A. Camus. (2013)
- Macbeth di W. Shakespeare (2016)
- Evolution city. (2017)[19]
- La storia di Elsa Morante. (2019-2023)[20][21]
- HomeTheater – Voci da dentro. (2019)
- Il grande inquisitore di Fëdor Dostoevskij. (2020)[22]
- Calma musa immortale – Albe di Vittoria. (2021)[23]
- L'uomo che ride di Victor Hugo. (2022)
- Le città invisibili. Il futuro è un dovere. (2023)
- Eretika. (2024)
- Schegge di memoria disordinata a inchiostro policromo di Gianni Forte. (2024)[24]

## Filmografia

### Cinema
- L'estate d'inverno, regia di Davide Sibaldi (2008)[25]
- In Guerra, regia di Davide Sibaldi (2014)[26]
- La scuola d'estate, regia di Jacopo Quadri (2014)[27]
- In Guerra - Human 4D, regia di Davide Sibaldi (2015)
- Dove non ho mai abitato, regia di Paolo Franchi (2017)[28]
- Soledad, regia di Agustina Macri (2018)

### Televisione
- Un passo dal cielo – serie TV, episodio 5x8 (2023)

## Riconoscimenti
- Premio Salvo Randone (città di Siracusa), miglior giovane attore neodiplomato italiano (2004)
- Premio Ernesto Calindri, miglior attore emergente italiano (2007)
- Premio Hystrio Mariangela Melato (2015)[29]